# Louis-Alphonse Poitevin
Louis-Alphonse Poitevin (* 30. August 1819 in Saint-Calais; † 5. März 1882 in Conflans-sur-Anille) war ein französischer Fotopionier.

## Leben

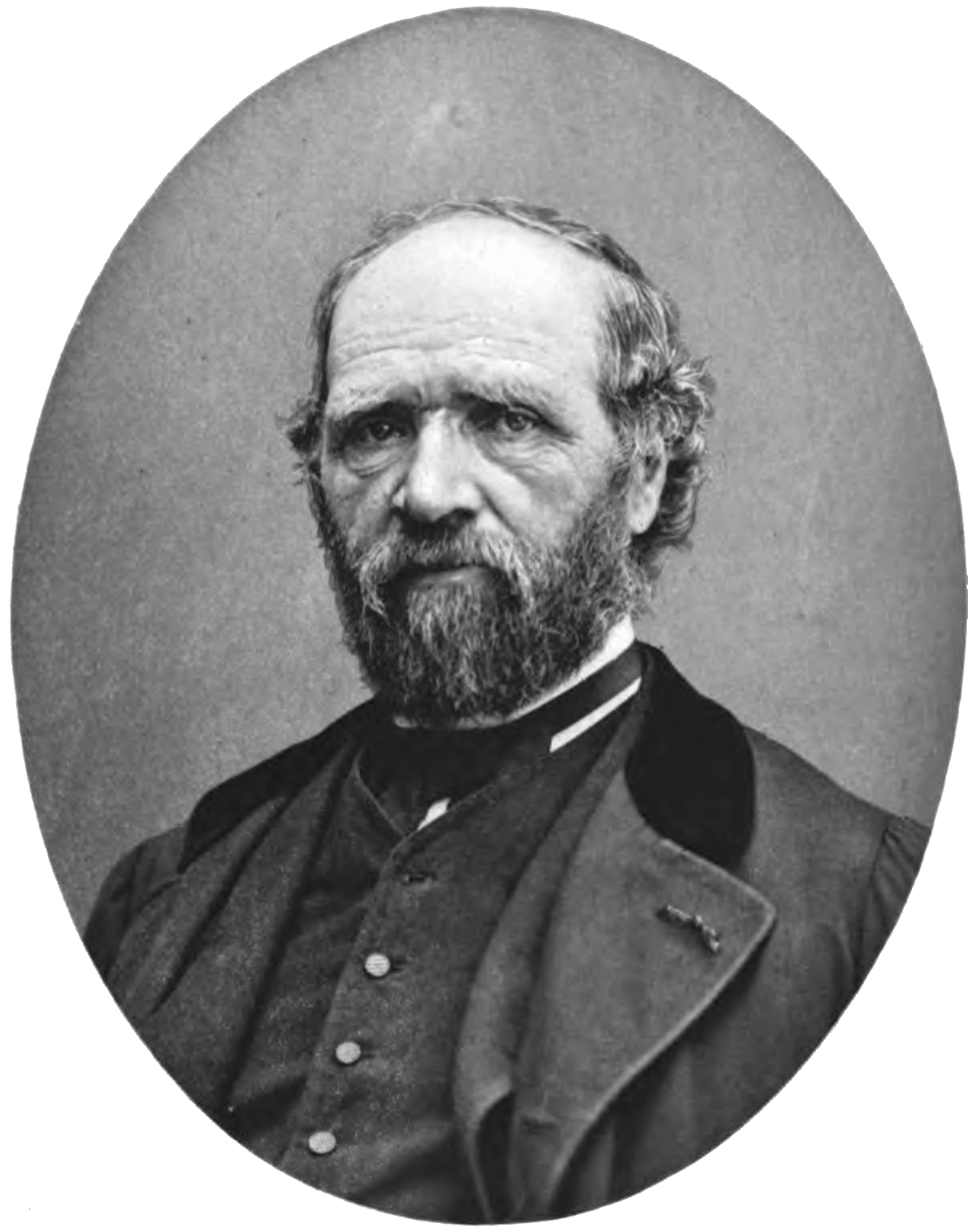
Alphonse Poitevin (Bulletin de la Société française de photographie, 1883)

Poitevin studierte ab 1843 École Centrale in Paris und war dann staatlicher Ingenieur in den Salinen von Dieuze, Montmoret und Gouhènans und Direktor der Glasfabrik von Ahun-les-mines und Follenbray.
1855 erfand er die Collotypie, den Vorläufer des Lichtdruckes, den Joseph Albert 1867 perfektionierte. Darauf beruhten auch der Gummidruck und den Pigmentdruck (Kohledruck), der schnell populär wurde und auch noch heute von Fotografen und Künstlern praktiziert wird (siehe Edeldruckverfahren). Basis war eine Gelatineschicht mit Kalium- oder Ammoniumdichromat. Poitevin selbst stellte Kohledrucke her, ab 1861 auch mit Silberchloridpapier, das mit Chromsäure getränkt war.